# Glenn Hughes

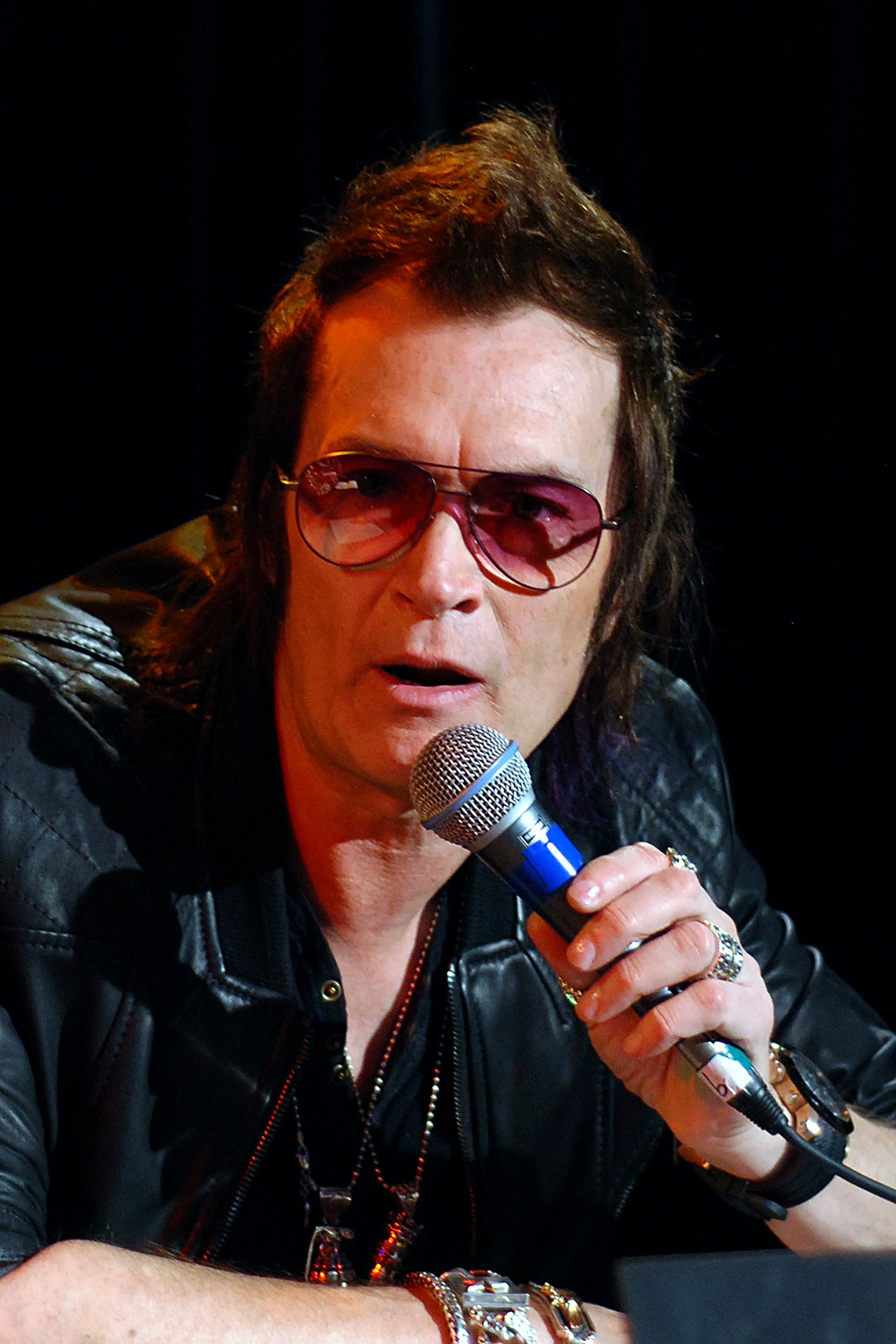
Glenn Hughes (maart 2012)

Glenn Hughes (Cannock, 21 augustus 1951) is een Engels muzikant, die voornamelijk bekend werd als bassist van Deep Purple.
Hughes is naast bassist ook zanger en schrijver van songteksten. Hij werd in de vroege jaren 70 bekend met de bands Trapeze en Deep Purple, beide bands actief in het hardrock genre.
Toen hij Deep Purple verliet maakte Hughes een soloplaat, Play me out, met daarop een mengeling van funk, jazz, soul en popmuziek. Vervolgens werkte hij met grootheden als Gary Moore, Phenomena, en Black Sabbath.
Vanaf de jaren 90 werkte hij onder andere met the KLF en John Norum, en pakte hij zijn solocarrière weer op. In 2004 nam hij een album op met Tony Iommi. In 2010 werd het debuutalbum van Black Country Communion uitgebracht (een supergroep met Jason Bonham, Joe Bonamassa en Derek Sherinian).

## Discografie

### Solo
- Play Me Out (1977)
- L.A. Blues Authority Volume II: Glenn Hughes - Blues (1992)
- From Now On... (1994)
- Burning Japan Live (1994)
- Play Me Out (Special Edition) (1995)
- Feel (1995)
- Addiction (1996)
- Greatest Hits: The Voice Of Rock (1996)
- Talk About It (single) (1997)
- The God Of Voice: Best Of Glenn Hughes (1998)
- The Way It Is (1999)
- From The Archives Volume I - Incense & Peaches (2000)
- Return Of Crystal Karma (2000)
- A Soulful Christmas (2000)
- Building the Machine (2001)
- Different Stages - The Best of Glenn Hughes (2002)
- Songs In The Key Of Rock (2003)
- Soulfully Live in the City of Angels (2004)
- Soul Mover (2005)
- Music for the Divine (2006)
- First Underground Nuclear Kitchen (FUNK) (2008)
- Resonate (2016)

### Finders Keepers
- Sadie, The Cleaning Lady (single) (1968)

### Trapeze
- Trapeze (1969)
- Medusa (1971)
- You Are The Music... We're Just The Band (1972)
- (Featuring Glenn Hughes) The Final Swing (1974) (compilation)
- Trapeze (1975)
- Way Back To The Bone (1986) (compilation)
- High Flyers: The Best Of Trapeze (1995) (compilation)
- Live: Way Back To The Bone (1998)
- Welcome To The Real World - Live 1992 (1998)

### Deep Purple
- Burn (1974)
- Live In London (1974)
- Stormbringer (1974)
- Made In Europe (1975)
- Come Taste The Band (1975)
- Last Concert In Japan (1976)
- Singles A's & B's (1993)
- On The Wings Of A Russian Foxbat: Live In California 1976 (1995)
- California Jamming: Live 1974 (1996)
- Mk. III: The Final Concerts (1996)
- Days May Come And Days May Go, The California Rehearsals, June 1975 (2000)
- 1420 Beachwood Drive, The California Rehearsals, pt 2 (2000)
- This Time Around. Live In Japan 1975 (2001)
- California Jam (2003)
- Perks & Tit (2003)
- Just Might Take Your Life (2003)
- Live in Paris 1975 (2004)
- Burn Remastered 30th anniversary edition (2004)

### Hughes/Thrall
- same (1982)

### Black Sabbath
- Seventh Star (1986)

### Hughes Turner Project
- HTP (2002)
- Live In Tokyo (2002)
- II (2004)

### Black Country Communion
- Black Country Communion (2010)
- "2" (2011)
- Afterglow (2012)
- BCC IV (2017)
- BCC V (2024)

### The KLF
America: What Time Is Love? (1991)

### John Norum
Face the truth (1992)

### California Breed
The Way (2014)

### Joe Satriani
What Happens Next (2018)

The Dead Daisies
Holy Ground (2021)
Radiance (2022)
Best Of (2023)

### Dvd's
| Dvd's met hitnoteringen in de Nederlandse Music Top 30 | Datum van verschijnen | Datum van binnenkomst | Hoogste positie | Aantal weken | Opmerkingen                                                                              |
| ------------------------------------------------------ | --------------------- | --------------------- | --------------- | ------------ | ---------------------------------------------------------------------------------------- |
| Celebrating Jon Lord at the Royal Albert Hall          | 2014                  | 11-10-2014            | 4               | 9            | met Deep Purple, Bruce Dickinson, Paul Weller, Rick Wakeman, Orion Orchestra & Paul Mann |